# Marouane Soussi
Marouane Soussi, né le 21 juin 1988 à Menzel Horr, est un handballeur tunisien.

## Palmarès
- Vainqueur du championnat de Tunisie : 2022
- 19e place au championnat du monde 2017
- Médaille d'or en beach handball aux Jeux africains de plage de 2019